# Paul Broca
Paul Broca, (28. lipnja 1824. — 9. srpnja 1880.), bio je francuski antropolog i neurolog.
Broca je bio profesor kirurgije u Parizu. Osnovao je 1859. antropološko udruženje u Parizu, a 1867. i antropološki laboratorij, koji je od 1786. bio povezan s institucijom za antropološku nastavu. Broca je razradio precizne antropološke mjerne metode, istraživao je povezanost između mozga i oblika lubanje. Broca je 1872. osnovao Association française pour l'avancement des sciences a 1880. bio je član senata. Njegovo ime nalazi se na listi 72 znanstvenika ugraviranih na Eifellovom tornju.
Najznačajniji su mu radovi: Instructions générales pour les recherches anthropologiques (1865., 2. izdanje 1879.), Mémoires sur les caractères physiques de l'homme préhistorique (1869.), Mémoires d'anthropologie (4 dijela, 1871. – 83.), Sur l'origine et la répartition de la langue basque (1875.)
Boca je pregledao jednog pacijenta 1861. kom je glava bila povrjeđena i koji je imao afaziju i jedina riječ koju je mogao jasno izgovoriti bila je "tan". Pacijent je ubrzo preminuo a obdukcija je pokazala da je područje u stražnjem lijevom režnju bilo oštećeno. To područje je dobilo naziv Brocino područje, dok se motorička afazija naziva Brocina afazija. Ova otkrića su pokazala da je mozak podijeljen na desni i lijevi dio. 